# São Pedro dos Ferros (ort)
São Pedro dos Ferros är en ort i Brasilien.   Den ligger i kommunen São Pedro dos Ferros och delstaten Minas Gerais, i den sydöstra delen av landet, 700 km sydost om huvudstaden Brasília. São Pedro dos Ferros ligger 368 meter över havet och antalet invånare är 8 353.
Terrängen runt São Pedro dos Ferros är kuperad åt sydost, men åt nordväst är den platt. Närmaste större samhälle är Rio Casca, 14,6 km väster om São Pedro dos Ferros.
Omgivningarna runt São Pedro dos Ferros är huvudsakligen savann. Runt São Pedro dos Ferros är det ganska glesbefolkat, med 26 invånare per kvadratkilometer.